# Xu Caihou
Dans ce nom chinois, le nom de famille, Xu, précède le nom personnel.
Xu Caihou (chinois : 徐才厚 ; juin 1943 - 15 mars 2015) était un général chinois de l'Armée populaire de libération (APL) et vice-président de la Commission militaire centrale (CMC), le plus haut conseil militaire du pays. En tant que vice-président de la CMC, il était l'un des plus hauts gradés de l'Armée populaire de libération. Il a également siégé au Politburo du Parti communiste chinois, composé de 25 membres, entre 2007 et 2012.
Issu d'une famille ouvrière de la province de Liaoning, Xu a passé la majeure partie de sa carrière dans le nord-est de la Chine. Il s'est installé à Pékin en 1990 pour devenir commissaire politique du 16e groupe d'armées, puis rédacteur en chef du journal phare de l'APL, le People's Liberation Army Daily. En 1996, Xu est devenu commissaire politique de la région militaire de Jinan. Il est devenu vice-président de la CMC en septembre 2004 et quitté ses fonctions en mars 2013.
En mars 2014, Xu a été arrêté et mis en examen pour suspicion de corruption dans le cadre de l'une des enquêtes de corruption les plus médiatisées de l'histoire de l'APL. En juin 2014, Xu a été exclu du Parti communiste. Il aurait accumulé des richesses considérables en exigeant régulièrement d'importants pots-de-vin pour la promotion d'officiers sous ses ordres lorsqu'il était vice-président de la CMC. Xu était sous le coup d'une procédure judiciaire et risquait la cour martiale, mais les charges ont été abandonnées après sa mort d'un cancer de la vessie en mars 2015.

## Jeunesse et ascension

### Première années militaires
Xu est né en 1943 dans une famille ouvrière de la ville de Wafangdian, dans la province de Liaoning ; ses parents étaient ouvriers. Il a fréquenté le collège n° 8 dans l'actuelle ville de Dalian. Là-bas, il obtient d'excellents résultats aux examens du Gaokao et est admis à l'Institut militaire d'ingénierie de Harbin, une école d'élite, où il étudie l'ingénierie électrique. L'institut était une école de formation pour l'armée et a produit de nombreux diplômés qui sont devenus par la suite des officiers de haut rang dans l'Armée populaire de libération (APL). En avril 1966, juste avant le début de la révolution culturelle, Xu Caihou, ainsi que tous les étudiants de l'institut, sont contraints par le gouvernement de quitter l'armée pour occuper des emplois civils.
Xu a obtenu son diplôme en 1968, en pleine révolution culturelle, et a été envoyé à la campagne pour effectuer des travaux agricoles manuels pendant plus d'un an dans une ferme gérée par l'armée dans le comté de Tangyuan, dans l'arrière-pays du nord-est de la Chine. Par la suite, en raison de son appartenance à la classe prolétarienne (ses parents étaient ouvriers d'usine), il a eu le « privilège » de réintégrer l'armée. Xu s'est engagé au printemps 1970 en tant qu'élève-officier et a été stationné dans la province de Jilin. Après avoir rejoint le corps des officiers, il lui a fallu quatre ans pour obtenir sa première promotion.

### Ascension fulgurante dans l'armée
Après la révolution culturelle, le dirigeant chinois Deng Xiaoping était désireux de promouvoir de jeunes diplômés universitaires dans le cadre de son programme de réforme militaire. À l'époque, la plupart des commandants de l'APL n'avaient qu'un niveau d'éducation informel ou moyen. À partir de 1982, Xu a obtenu une série de promotions rapides. Il a servi dans la province de Jilin pendant la majeure partie de sa carrière, généralement dans des rôles qui facilitaient les relations politico-militaires.
Xu est devenu commissaire politique du 16e groupe d'armées en 1990 et a été promu général de division peu de temps après. Lors d'un incident survenu alors qu'il s'installait à Pékin pour son travail, Xu s'est vu offrir par un camarade de classe de l'université un climatiseur pour faire face à la chaleur estivale de la ville. Il aurait refusé l'offre, au motif qu'il ne voulait pas bénéficier d'un privilège dont son supérieur, qui se débrouillait sans climatiseur, était dépourvu.
Xu Caihu est ensuite rédacteur en chef du Quotidien de l'Armée populaire de libération, poste qu'il occupe pendant un peu plus d'un an et pour lequel il est à nouveau promu lieutenant-général. En 1996, il est devenu commissaire politique de la région militaire de Jinan, avec une vaste zone de juridiction sur les unités militaires de plusieurs provinces de l'est de la Chine. La mission de Xu, qui consiste à faciliter les "affaires politiques" au sein de l'armée, signifie que, dans la pratique, il est chargé de la promotion et de l'évaluation des performances des officiers de l'armée.

### Affirmation du pouvoir
En 1999, Xu a été promu au rang de général (Shang Jiang), le plus haut grade hors temps de guerre de l'APL, et a également rejoint la Commission militaire centrale, en plus de prendre la tête du Département politique général (GPD) en tant que chef adjoint exécutif. En décembre 2000, il a été nommé à la tête de la commission d'inspection disciplinaire de la commission militaire centrale, l'organe militaire chargé de la lutte contre la corruption et de l'application de la discipline. L'ascension de Xu dans l'armée s'est également traduite par une montée dans la hiérarchie politique du parti communiste. Lors du 16e congrès national du parti en 2002, Xu est devenu membre du secrétariat du parti communiste chinois, un organe chargé de la mise en œuvre de la politique du parti.
Les promotions rapides de Xu au tournant du siècle ont été attribuées au soutien que lui a apporté le président de la Commission militaire centrale de l'époque, Jiang Zemin. Les observateurs pensent que, par l'intermédiaire de Xu, Jiang a continué à influencer les affaires militaires malgré sa retraite officielle en 2004. Ccertains officiers à la retraite ont simplement décrit Xu et son partenaire de même rang, Guo Boxiong, comme les « mandataires de Jiang dans l'armée ».
Pendant son mandat de vice-président de la Commission militaire centrale, à partir de septembre 2004, Xu a exercé une autorité significative sur les décisions relatives au personnel dans les échelons supérieurs de l'armée. Xu était considéré par certains observateurs comme l'autorité exécutive au quotidien dans les échelons supérieurs de l'armée parce que le secrétaire général du PCC et président militaire central Hu Jintao, nominalement le supérieur de Xu, a adopté une approche relativement non interventionniste dans les affaires militaires. En 2007, il a été nommé au Politburo de 25 membres, élu lors de la première session plénière du 17e Comité central. Xu s'est retiré du Politburo en 2012 et de la Commission militaire centrale en 2013.

## Chute brutale et purge

### Accusations de corruption
Selon de nombreux rapports parus dans les médias chinois et internationaux, la pratique consistant à échanger de l'argent contre des grades était très répandue pendant le mandat de Xu en tant que vice-président ; cette pratique était ostensiblement courante, des officiers les plus haut placés aux petits officiers de base. Selon des sources de l'armée, le pouvoir de Xu pendant sa vice-présidence de la CMC était largement incontrôlé. Elles ont cité un exemple où un officier a tenté de corrompre Xu avec dix millions de yuans pour obtenir un grade plus élevé, un autre officier a « surenchéri » avec vingt millions de yuans (~3,2 millions de dollars), de sorte que Xu a annulé la décision précédente. D'autres accusations suggèrent que pendant le mandat de Xu, un ensemble implicite de prix était attaché à chaque grade dans l'armée ainsi qu'à d'autres « privilèges » tels que l'appartenance au parti.
"J'ai travaillé pour Xu Caihou [...] sa méthode pour faire les choses et choisir ses collaborateurs [pour les promotions] était, premièrement, de voir combien d'argent est en jeu, deuxièmement, son affinité personnelle avec eux, et troisièmement, de s'appuyer sur les émotions et les sentiments. C'était le pire aspect de son influence".

-Mj. Général Yang Chunchang (mars 2015)
Lors d'un gala du Nouvel An chinois organisé en 2014 pour les militaires à la retraite, Xu aurait tenté de parler à Xi Jinping, président de la Commission militaire centrale, à plusieurs reprises, sans succès.

### Arrestation à l'hopital
En mars 2014, Xu Caihu, alors âgé de 70 ans, avait été diagnostiqué avec un cancer de la vessie et qu'il suivait un traitement intensif à l'hôpital militaire 301 de Pékin. Une enquête sur la corruption a été ouverte à peu près au même moment. Certains militaires ont spéculé sur le fait que Xu serait « épargné » par les accusations en raison de sa mauvaise santé. Gu Junshan, l'un des officiers préférés de Xu, qui a été promu pendant les années de mandat de son mandat, a déjà fait l'objet d'une enquête pour un vaste scandale de corruption impliquant les biens immobiliers de l'armée.
Les partisans de Xu, plaidant pour la clémence, ont déclaré que le fait d'être atteint d'un cancer en phase terminale équivalait à avoir déjà reçu la « peine de mort », citant le précédent de l'ancien vice-premier ministre Huang Ju comme un cas où les accusations de corruption ne devraient pas être portées contre un fonctionnaire en mauvaise santé. La décision d'enquêter sur Xu aurait été prise le 15 mars 2014, lorsque Xu a été sorti de son lit d'hôpital par des policiers armés. Sa femme, sa fille et son ancien secrétaire auraient également été placés en garde à vue.

### Expulsion du parti
Le 30 juin 2014, Xu a été exclu du Parti communiste chinois,. Les médias d'État ont listés les crimes de Xu : abus de pouvoir, acceptation de pots-de-vin directement ou par l'intermédiaire de membres de sa famille en échange de promotions, et promotion des intérêts de ses proches par le biais des pouvoirs qui lui sont conférés.
La chute de Xu était inattendue car les enquêtes sur la corruption impliquant des officiers militaires de rang moyen sont rarement annoncées publiquement en République populaire de Chine afin de ne pas compromettre la sécurité nationale. Xu est devenu l'officier le plus haut gradé de l'histoire de l'Armée populaire de libération à faire l'objet d'une enquête pour corruption. Au cours de l'enquête sur Xu, les enquêteurs ont trouvé plus d'une tonne d'argent liquide à son domicile de Pékin, ainsi que des pierres précieuses, des artefacts anciens et des œuvres d'art. Il a été dit qu'une grande partie de l'argent était encore soigneusement rangée dans des boîtes portant les noms d'officiers individuels, et qu'il avait fallu 12 camions pour transporter tout le matériel confisqué à son domicile.
Certains analystes estiment que la chute de Xu est le signe d'une consolidation du pouvoir militaire directement entre les mains de Xi Jinping et qu'elle revêt une plus grande importance politique que l'enquête sur la corruption de Zhou Yongkang, ancien membre du comité permanent du Politburo. La chute de Zhou Yongkang a été présentée par le parti communiste comme faisant partie d'une campagne plus large de Xi Jinping visant à éradiquer la corruption et à réformer l'armée.

## Décès
Xu est décédé le 15 mars 2015 d'un cancer de la vessie et d'une défaillance d'organes multiples à l'hôpital militaire 301 de Pékin à l'âge de 71 ans, probablement au cours de la réunion annuelle des " deux sessions " (Lianghui) du corps législatif et de l'organe consultatif législatif de la Chine. Selon certaines hypothèses, son décès n'a pas été annoncé avant la fin du Lianghui, le 15 mars, afin de ne pas perturber le déroulement du principal rassemblement politique annuel de la nation. À la suite de son décès, les procureurs militaires ont annoncé que, "conformément aux procédures légales", ils ne poursuivraient pas les accusations portées contre lui, bien qu'ils aient déjà engagé des poursuites devant un tribunal militaire, mais qu'ils continueraient à enquêter sur ses "biens mal acquis",.